# Arthur Turner (futbolista nacido en 1909)
Arthur Owen Turner (Chesterton, Inglaterra, Reino Unido, 1 de abril de 1909 - Sheffield, Inglaterra, Reino Unido, 12 de enero de 1994) fue un jugador y entrenador de fútbol británico. Se desempeñaba en la posición de central y desarrolló su carrera como jugador en el Stoke City, el Birmingham City y el Southport. En este último club, ejerció de jugador-entrenador. Más tarde, fue entrenador del Crewe Alexandra y asistente en el Stoke antes de fichar por el Birmingham City de nuevo, esta vez como entrenador. Obtuvo la primera posición en la Second Division en la temporada 1954-55 y llevó al equipo a la final de la FA Cup de 1956. Esa misma temporada, consiguió el mejor puesto del club al acabar en la sexta posición de la máxima categoría. Asimismo, fue el primer entrenador en dirigir a un equipo inglés en competición europea cuando el Birmingham llegó a las semifinales de la primera edición de la Copa de Ferias en 1958. En los últimos años de su carrera futbolística, Turner llevó al Headington United —más tarde conocido como Oxford United— desde la Southern Football League hasta la segunda categoría de la Football League.

## Biografía

### Carrera como jugador
Arthur Turner nació en la localidad inglesa de Chesterton, situada en el condado de Staffordshire. Se formó como jugador en el Downing Tileries y en el Woolstanton PSA. Además, jugó durante un año como amateur en el West Bromwich Albion. En 1930 firmó un contrato profesional con el Stoke City, que militaba en la Second Division. Turner era un jugador defensivo, que se desempeñaba en la posición de central; destacaba en la lucha por los balones aéreos y era confiable y de gran influencia en el equipo. Se proclamó campeón de la Second Division con el Stoke en la temporada 1932-33; es considerado uno de los pilares del conjunto que obtuvo el ascenso a la máxima categoría aquella campaña. Fue elegido para capitanear al equipo tiempo después. Disputó más de trescientos partidos oficiales con el club en total, incluyendo 290 partidos de liga. En el año 1939, el Birmingham City se hizo con sus servicios por el precio de 6000 libras esterlinas.
Sus aportes en los primeros meses de su período en el Birmingham no fueron suficientes para evitar el descenso del equipo de la First Division y la suspensión de la liga a finales de ese año a causa de la Segunda Guerra Mundial desbarataron su carrera. Turner tenía 30 años cuando se declaró la guerra. A lo largo de la contienda, disputó cerca de doscientos partidos con el equipo birminghamés, capitaneándolo a la consecución del primer puesto en la Football League South —competición llevada a cabo durante el desarrollo de la guerra mundial— y a la semifinal de la primera edición de la FA Cup tras la guerra.

### Carrera como entrenador
En 1948 se unió al Southport, que participaba en la Third Division North, con el fin de ejercer de jugador-entrenador; disputó su último partido en octubre de 1948, a la edad de 39 años. Ese mismo mes fue designado entrenador del Crewe Alexandra, equipo que dirigió a lo largo de tres años. En diciembre de 1951, regresó al Stoke City para trabajar como asistente técnico de Bob McGrory y más tarde de Frank Taylor.

#### Birmingham City
En noviembre de 1954, Turner sustituyó a Bob Brocklebank como entrenador de su antiguo club, el Birmingham City. Brocklebank había conseguido reunir un grupo de excelentes jugadores, entre los que se encontraban Jeff Hall, Len Boyd, Roy Warhurst, Eddy Brown, Peter Murphy y Alex Govan, pero no había conseguido sacar lo máximo de ellos. En cambio, Turner lo consiguió. Cuando llegó al club, este se encontraba en la duodécima posición de la Second Division, habiendo conseguido una única victoria a domicilio; con Turner, el equipo solo cayó derrotado una vez más en el resto de la temporada fuera de casa. El equipo consiguió anotar un total de 92 goles —su mejor marca desde el siglo XIX— y todos los delanteros titulares consiguieron alcanzar cifras dobles de anotación. Asimismo, el equipo se impuso al Liverpool por nueve goles a uno y se proclamó campeón de la categoría tras vencer al Doncaster Rovers a domicilio por 1-5.
La temporada 1955-56 es considerada como la mejor de la historia del Birmingham City hasta el momento. Bajo la dirección de Turner, el equipo consiguió la mejor posición de su historia, sexto en la First Division, a tan solo cuatro puntos de los subcampeones. Asimismo, llegó a la final de la FA Cup, en la que cayó derrotado por 3-1 contra el Manchester City. En este encuentro destacó la actuación del portero del City, Bert Trautmann, que disputó los últimos veinte minutos con un hueso de su cuello roto. El año siguiente, el Birmingham llegó a las semifinales de la FA Cup, ronda en la que el Manchester United de los «Busby Babes» los eliminó. Además, ese mismo año, Turner se convirtió en el primer entrenador en dirigir a un equipo inglés en una competición europea. Esa temporada, el Birmingham City representó a la ciudad de Birmingham en la edición inaugural de la Copa de Ferias. El conjunto birminghamés llegó hasta semifinales, en las que cayó derrotado frente al Barcelona, que se convertiría en el campeón de la competición. Tras empatar a cuatro en el global de la eliminatoria, el Barcelona se impuso en el encuentro de repetición disputado en campo neutral.
Turner realizó varios fichajes durante su etapa en el Birmingham City. Trajo al club al internacional sub-23 inglés Dick Neal para sustituir a Len Boyd. También fichó a los extremos Harry Hooper y Mike Hellawell, que tiempo después sería internacional con Inglaterra. Además, ofreció contratos profesionales a los canteranos Malcolm Beard y Colin Withers.
En enero de 1958, Pat Beasley se unió al club. Este creía que iba a ejercer de asistente de Turner, pero Harry Morris, presidente del club, comunicó a los medios de comunicación que Beasley iba a ser designado entrenador del equipo. Turner, que se enteró de este acuerdo por medio de la prensa y no por comunicación directa con el club, amenazó con dimitir; el club le instó a quedarse «por el momento», pero, finalmente, se marchó en septiembre de 1958.

#### Oxford United
El propio club considera, en su página web, el nombramiento de Turner como entrenador del por entonces club de la Southern League Headington United un punto de inflexión en su historia. Turner firmó el contrato el día de Año Nuevo de 1959. Poco después, el Leeds United, conjunto de la First Division, contactó con él con el fin de ofrecerle el puesto de entrenador; a pesar de que esa opción era la favorita de Turner, los dirigentes del Headington igualaron la oferta salarial del Leeds y Turner decidió aceptarla.
En aquellos días, no existía la promoción automática a la Football League; los clubes tenían que ser elegidos, y la probabilidad de ser aceptados dependían principalmente de la opinión que tenían los dirigentes del resto de clubes del equipo. Ese año, Turner convenció a los directores para que cambiasen el nombre del club a Oxford United, con el objetivo de aumentar el conocimiento del público del club y para aumentar su atractivo. Asimismo, contrató a varios jugadores profesionales y fichó a jugadores jóvenes de clubes de las principales categorías. Graham Atkinson, Cyril Beavon y Maurice Kyle, entre otros, llegaron al club procedentes de los filiales de equipos de altas categorías y todos ellos alcanzaron la cifra de trescientos partidos con el Oxford United. El fichaje clave de Turner fue Ron Atkinson, de veinte años y procedente del Aston Villa, que fue nombrado capitán poco después y que llegó a disputar un total de 560 encuentros con el primer equipo. Bajo la dirección de Turner y la capitanía de Atkinson, el Oxford United se proclamó campeón de la Southern League dos temporadas consecutivas y, cuando el Accrington Stanley cayó en bancarrota en 1962, le reemplazó en la Fourth Division de la Football League.
Dos años más tarde, el equipo de Turner eliminó al Blackburn Rovers, que se encontraba en la segunda posición de la First Division, en la quinta ronda de la FA Cup. De este modo, el Oxford se convirtió en el primer combinado de la Fourth Division en alcanzar la sexta ronda de la competición copera. En la campaña de 1964-65, el Oxford obtuvo el ascenso a la Third Division y, tres temporadas más tarde, se proclamó campeón de dicha categoría. Llegado este momento, los jóvenes jugadores con los que Turner había conseguido escalar categorías estaban retirados o bien a punto de hacerlo. Turney no disponía de suficiente dinero para reforzar la escuadra para su campaña en la Second Division y tuvo problemas para salvar la categoría. En abril de 1969, asumió el cargo de gerente general del club y dejó el puesto de entrenador a Ron Saunders. Sin embargo, fue despedido en febrero de 1972, ya que el club no podía permitirse mantenerle.
Turner siguió activo en el mundo del fútbol en la década de 1980. Trabajó como ojeador para el Rotherham United y el Sheffield Wednesday. Falleció en Sheffield el 12 de enero de 1994, a los 84 años de edad.

### Trayectoria

#### Como jugador
| Club                  | País       | Temporadas | Partidos | Goles |
| --------------------- | ---------- | ---------- | -------- | ----- |
| Stoke City F. C.      | Inglaterra | 1930-1939  | 290      | 17    |
| Birmingham City F. C. | Inglaterra | 1939-1948  | 39       | 0     |
| Southport F. C.       | Inglaterra | 1948       | 28       | 0     |

#### Como entrenador
| Club                  | País       | Temporadas |
| --------------------- | ---------- | ---------- |
| Southport F. C.       | Inglaterra | 1948       |
| Crewe Alexandra F. C. | Inglaterra | 1948-1951  |
| Stoke City F. C.      | Inglaterra | 1961-1953  |
| Birmingham City F. C. | Inglaterra | 1954-1958  |
| Oxford United F. C.   | Inglaterra | 1959-1969  |

## Palmarés

### Como jugador
Stoke City F. C.
- Campeón de la Second Division: 1932-33.

Birmingham City F. C.
- Campeón de la Football League South: 1945-46.

### Como entrenador
Birmingham City F. C.
- Campeón de la Second Division: 1954-55.
- Subcampeón de la FA Cup: 1955-56.
- Semifinalista de la Copa de Ferias: 1955-58.

Headington United F. C. / Oxford United F. C.
- Subcampeón de la Southern League: 1959-60.
- Campeón de la Southern League: 1960-61.
- Campeón de la Southern League y electo para participar en la Football League: 1961-62.
- Primer equipo de la Fourth Division en llegar a los cuartos de final de la FA Cup: 1964.
- Ascenso a la Third Division: 1964-65.
- Ascenso a la Second Division: 1967-68.

### Citas
1. 1 2 3 4  Martin Brodetsky, Heather Brunt, Chris Williams y David Crabtree (12 de febrero de 2012). «Oxford United FC History» (en inglés). Oxford United. Consultado el 11 de marzo de 2015.
2. 1 2  Matthews, 1995, p. 130.
3. ↑  «1930-1939 Stan's The Man» (en inglés). Stoke City Football Club. Consultado el 11 de marzo de 2015.
4. ↑  Matthews, 1995, pp. 20-23 y 130.
5. ↑  «Football League player list» (en inglés). Southport FC Stats. Archivado desde el original el 26 de junio de 2014. Consultado el 11 de marzo de 2015.
6. ↑  Matthews, 1995, pp. 25-27.
7. ↑  «Matches» (en inglés). Liverpool Football Club. Archivado desde el original el 12 de septiembre de 2015. Consultado el 11 de marzo de 2015.
8. 1 2 3 4 5 6 7  «BCFC club history» (en inglés). Birmingham City Football Club. 29 de mayo de 2012. Archivado desde el original el 29 de mayo de 2016. Consultado el 11 de marzo de 2015.
9. ↑  Matthews, 1995, p. 27.
10. ↑  Michele Teodori (19 de julio de 2013). «Bert Trautmann, Wembley broken neck hero, dies at 89» (en inglés). The Times. Consultado el 11 de marzo de 2015.
11. ↑  James M. Ross (28 de febrero de 2008). «Inter-Cities Fairs Cup 1955-58» (en inglés). RSSSF. Consultado el 11 de marzo de 2015.
12. ↑  Matthews, 1995, pp. 61-62.
13. ↑  Matthews, 1995, p. 62.
14. ↑  «Managers - Jack Taylor (1959-61)» (en inglés). Mighty Leeds. Consultado el 11 de marzo de 2015.
15. 1 2 3  Andy Howland. «Early years: A 49-year-old clergyman and a doctor play» (en inglés). The Oxford Times. Consultado el 11 de marzo de 2015.
16. ↑  Andy Howland. «Past players» (en inglés). Oxford Times. Consultado el 11 de marzo de 2015.
17. ↑  Andy Howland. «Oxford United 3 - Blackburn Rovers 0» (en inglés). Oxford Times. Consultado el 11 de marzo de 2015.
18. 1 2  Andy Howland. «Past managers: Harry Thompson» (en inglés). Oxford Times. Consultado el 11 de marzo de 2015.
19. ↑  Matthews, 2000, p. 225.